# Амендолара
Амендолара (итал. Amendolara) — город в Италии, расположен в регионе Калабрия, подчинён административному центру Козенца (провинция).
Население составляет 3 135 человек, плотность населения составляет 49 чел./км². Занимает площадь 64 км². Почтовый индекс — 87071. Телефонный код — 00981.
Покровителем города считается святой Викентий Феррер.